# União Brasileiro-Israelita do Bem-Estar Social

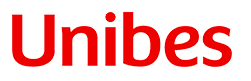
Logotipo da UNIBES.

A União Brasileiro-Israelita do Bem-Estar Social (UNIBES) é uma instituição social criada em 1915, na cidade de São Paulo. Foi constituída por entidades assistenciais mantidas por imigrantes judeus europeus.
Passou a ter o nome atual em 1976 e tem como missão promover projetos de estímulo a auto-estima e cooperatividade entre os beneficiados.

## Prêmios
- Prêmio Comunidade Solidária (1997/98/99/00)
- Fundação Vitae (1997/98/99/00)
- Prêmio Bem Eficiente - Kanitz & Associados (1997/2000/2004/2006)
- Selo Organização Parceira do Centro de Voluntariado de São Paulo (2005/2007)
- Prêmio Direitos Humanos do Min. da Justiça (1999)
- Projeto Oficinas de Convivência Esportiva - Unicef (1997)[3]